# اوبریستوی
اوبریستوی (به چکی: Obříství) یک منطقهٔ مسکونی در جمهوری چک است که در ناحیه میلنیک واقع شده‌است. اوبریستوی ۱۵٫۵۲ کیلومتر مربع مساحت و ۱٬۲۰۷ نفر جمعیت دارد و ۱۶۵ متر بالاتر از سطح دریا واقع شده‌است.